# New Zealand Football Championship 2020/21
Die New Zealand Football Championship 2020/21 (aus Sponsorengründen ISPS Handa Premiership 2020/21) war die siebzehnte und letzte Spielzeit der höchsten neuseeländischen Spielklasse im Fußball der Männer. Mit der Saison 2021/22 wurde die neue National League eingeführt.

## Modus
Zunächst spielten alle Mannschaften in einer aus acht Mannschaften bestehenden Liga in Hin- und Rückrunde gegeneinander, sodass jedes Team 14 Spiele bestritt. Die ersten vier Mannschaften nach der Vorrunde qualifizierten sich für die Meisterschafts-Play-offs, die aus zwei Halbfinalen und einem Finale bestehen.
Im Gegensatz zu vorhergehenden Saisons nahmen nur acht Mannschaften teil. Southern United und Tasman United haben sich Canterbury United als gemeinsames Südinsel-Team angeschlossen.
Aufgrund eines coronabedingten Lockdowns wurde das letzte reguläre Saisonspiel zwischen Hawke’s Bay United und Eastern Suburbs AFC um eineinhalb Wochen auf den 10. März verlegt. Die Playoffs wurden um eine Woche nach hinten verlegt.

## Vorrunde

### Abschlusstabelle
| Pl.             | Verein                | Sp. | S | U | N | Tore    | Diff. | Punkte |
| --------------- | --------------------- | --- | - | - | - | ------- | ----- | ------ |
| 1.              | Auckland City FC (M)  | 14  | 8 | 4 | 2 | 027:130 | +14   | 28     |
| 2.              | Team Wellington       | 14  | 7 | 5 | 2 | 035:210 | +14   | 26     |
| 3.              | Hamilton Wanderers    | 14  | 5 | 5 | 4 | 023:210 | +2    | 20     |
| 4.              | Eastern Suburbs AFC   | 14  | 5 | 4 | 5 | 025:230 | +2    | 19     |
| 5.              | Waitakere United      | 14  | 4 | 6 | 4 | 028:260 | +2    | 18     |
| 6.              | Canterbury United     | 14  | 5 | 3 | 6 | 021:240 | −3    | 18     |
| 7.              | Hawke’s Bay United    | 14  | 4 | 1 | 9 | 017:290 | −12   | 13     |
| 8.              | Wellington Phoenix II | 14  | 2 | 4 | 8 | 018:370 | −19   | 10     |
| Stand: Endstand |                       |     |   |   |   |         |       |        |

| (M) | amtierender neuseeländischer Meister |

## Meisterplayoff

### Halbfinale
| Datum              |                  | Ergebnis |                     | Ort                                |
| ------------------ | ---------------- | -------- | ------------------- | ---------------------------------- |
| Sa., 13. März 2021 | Team Wellington  | 4:1      | Hamilton Wanderers  | Wellington (David Farrington Park) |
| So., 14. März 2021 | Auckland City FC | 2:1      | Eastern Suburbs AFC | Auckland (Kiwitea Street)          |

### Finale
| Datum              |                  | Ergebnis |                 | Ort                              |
| ------------------ | ---------------- | -------- | --------------- | -------------------------------- |
| So., 21. März 2021 | Auckland City FC | 2:4      | Team Wellington | Auckland (North Harbour Stadium) |